# 르네 비토라작
르네 비토라작(Rene Bitorajac, 1972년 3월 2일 ~ )은 유고슬라비아 사회주의 연방공화국의 배우, TV 사회자이다.
자그레브에서 태어났다.

## 영화
- 카니발 베저테리언 (2012년) - 단코 바빅 역
- 부적응자들 (2009년)
- 치즈와 잼 (2003년)
- 노 맨스 랜드 (2001년) - 니노 역
- 전쟁이 일어난 까닭은? (1996년)
- 은하에서 온 방문자들 (1981년)